# Sauropus crassifolius
Sauropus crassifolius är en emblikaväxtart som först beskrevs av Johannes Müller Argoviensis, och fick sitt nu gällande namn av Airy Shaw. Sauropus crassifolius ingår i släktet Sauropus och familjen emblikaväxter.
Artens utbredningsområde är Western Australia. Inga underarter finns listade i Catalogue of Life.